# La amante perfecta
La amante perfecta es una película española ligeramente erótica dirigida por Pedro Lazaga y estrenada en el año 1976, y cuenta con la intervención de la entonces actriz erótica del momento, Nadiuska.

## Argumento
Una actriz, Lina, es raptada por un fanático admirador, Raúl, la noche del estreno de su nueva película. Sin embargo, en lugar de acusarle, ella se enamora de él, seducida por el ambiente de lujo y distinción de su casa y por las salidas nocturnas en las cuales él la embelesa. Sin embargo, los planes de Raúl incluyen engañarla para poder robar la colección de joyas Daumier, junto a una banda de delincuentes. Ella cae en la trampa y luce las joyas, momento que la banda aprovecha para robarlas, dejándola a ella como principal sospechosa del delito.